# Julien Stevens
Julien Stevens est un coureur cycliste sur route et sur piste, devenu directeur sportif, belge, né le 25 février 1943 à Malines.

## Biographie
En tant qu'amateur, Julien Stevens est champion de Belgique sur route en 1962 et champion militaire de Belgique sur route en 1963.
Professionnel de 1963 à 1977, il remporte 56 victoires. En 1968, il est champion professionnel de Belgique sur route, et également de poursuite individuelle.
Il participe au Tour de France 1969 et y remporte la deuxième étape, courue de Woluwe-Saint-Pierre à Maastricht. Grâce à cette victoire, il porte le maillot jaune pendant trois jours. De 1969 à 1971, il est équipier d'Eddy Merckx dans les équipes Faema et Molteni. Entre autres, il contribue grandement à la victoire de son leader à Gand-Wevelgem en 1970.
Combinant piste et route, en 1973, il devient champion de Belgique à l'américaine et en 1976, champion de Belgique de demi-fond.
Il participe à de très nombreuses courses de six jours.
Il est ensuite devenu directeur sportif.

## Palmarès sur route

### Palmarès amateur
- 1961
  - Coupe Marcel Indekeu
  - 2e des Deux Jours de Maline
- 1962
  -  Champion de Belgique sur route amateurs
  - 2ea (contre-la-montre) et 3ea étapes de l'Olympia's Tour
  - Tour de Liège :
    - Classement général
    - 3eb étape (contre-la-montre)
- 1963
  -  Champion de Belgique sur route militaires
  - Trophée Renault R8
  - 5e étape de l'Olympia's Tour
  - 2e de l'Olympia's Tour
  - 9e du championnat du monde sur route amateurs

### Palmarès professionnel
- 1965
  - 3e du Circuit du Tournaisis
  - 3e du Circuit des Trois Provinces (Avelgem)
- 1966
  - Circuit du Brabant central
  - 5e étape du Tour de Catalogne
  - 3e de la Flèche enghiennoise
- 1967
  - Grand Prix Betekom
  - 3e du Circuit des Trois Provinces (Avelgem)
- 1968
  -  Champion de Belgique sur route
  - Grand Prix Pino Cerami
  - 2e du Circuit des régions fruitières
  - 2e du Kessel-Lier
  - 2e du Grand Prix de clôture
- 1969
  - Grand Prix Betekom
  - 8e étape du Tour de Suisse
  - 2e étape du Tour de France
  - Grand Prix Union Dortmund
  - 2e du Circuit des régions fruitières
  - 2e du Circuit des Trois Provinces (Avelgem)
  - 2e du Grand Prix de clôture
  -  Médaillé d'argent du championnat du monde sur route
  - 3e du Circuit du Brabant central
  - 3e du Circuit de l'Aulne
  - 3e du Critérium des As
  - 7e de Paris-Luxembourg
- 1970
  - Grand Prix Betekom
  - 2e du Circuit du Brabant central
- 1971
  - Grand Prix de la ville de Vilvorde
  - 2e de la Flèche hesbignonne
  - 2e du Grand Prix Union Dortmund
  - 3e du Circuit Mandel-Lys-Escaut
  - 3e du Tour de Flandre Orientale
- 1972
  - 3e de Milan-Vignola
- 1973
  - Renaix-Tournai-Renaix
- 1974
  - 5ea étape du Tour de Belgique
  - 2e du Grand Prix de l'Escaut
- 1975
  - 19ea étape du Tour d'Espagne
  - 2e du Circuit de Flandre orientale
- 1977
  - Flèche côtière

### Résultats dans les grands tours

#### Tour de France
4 participations
- 1965 : abandon (9e étape)
- 1966 : hors délais (16e étape)
- 1969 : 72e, vainqueur de la 2e étape,  maillot jaune pendant trois jours
- 1971 : 90e

#### Tour d'Italie
3 participations
- 1967 : abandon
- 1972 : abandon
- 1973 : 108e

#### Tour d'Espagne
3 participations
- 1974 : 34e
- 1975 : 46e, vainqueur de la 19ea étape
- 1977 : 52e

## Palmarès sur piste

### Championnats d'Europe
| - 1972 - Médaillé d'argent de l'américaine | - 1973 - Médaillé de bronze de l'américaine |  |

### Six jours
| - 1970 - 3e des Six jours de Gand - 3e des Six jours de Brême - 3e des Six jours de Bruxelles - 1971 - Six jours de Milan (avec Eddy Merckx) - 2e des Six jours d'Anvers - 2e des Six jours de Montréal - 3e des Six jours de Gand - 1972 - Six jours de Gand (avec Patrick Sercu) - Six jours de Montréal (avec Norbert Seeuws) - 3e des Six jours d'Anvers | - 1973 - Six jours de Milan (avec Patrick Sercu) - 3e des Six jours de Montréal - 1974 - Six jours de Gand (avec Graeme Gilmore) - 3e des Six jours de Herning - 1975 - 2e des Six jours d'Anvers - 2e des Six jours de Gand - 1976 - 3e des Six jours de Gand |  |

### Championnats de Belgique
| - 1965 - 3e de l'américaine - 1968 - Champion de Belgique de poursuite - 1969 - 2e de l'américaine - 1972 - 2e de l'américaine - 1973 - Champion de Belgique de l'américaine (avec Patrick Sercu) | - 1974 - 2e de l'américaine - 1975 - 2e de l'américaine - 1976 - Champion de Belgique de demi-fond - 1977 - 3e de l'américaine |  |